# Baklava
Baklava je večplastna slaščica iz listnatega testa, polnjena z zdrobljenimi oreški in sladkana s sirupom ali medom. Je ena od najbolj priljubljenih slaščic osmanske kuhinje.
Predosmanski izvor jedi ni znan, v sodobnem času pa je to pogosta slaščica v turški, iranski in arabski kuhinji ter drugih bližnjevzhodnih in severnoafriških kuhinjah, pa tudi na Južnem Kavkazu, Balkanu, v Somaliji in v Srednji Aziji.

## Priprava
Baklava se običajno pripravlja v velikih pekačih. V ponev se položi več plasti listnatega testa, med seboj ločenih s stopljenim maslom in rastlinskim oljem. Na vrh se položi plast sesekljanih oreškov – običajno orehov ali pistacij, včasih pa se uporabljajo tudi lešniki – nato pa s edoda še več plasti testa. Večina receptov vsebuje več plasti listnatega testa in oreškov, nekateri pa vsebujejo samo zgornjo in spodnjo plast testa.
Pred peko se testo razreže na enakomerne kose, pogosto na paralelograme, trikotnike, rombe ali pravokotnike. Po peki se pečena baklava prelije s sirupom, ki lahko vsebuje med, rožno vodo ali vodo iz pomarančnih cvetov, in pusti, da se prepoji.
Baklava se običajno postreže ohlajena na sobno temperaturo in se pogosto okrasi z zmletimi orehi.

## Zgodovina
Čeprav zgodovina baklave ni dobro dokumentirana, je zdajšnjo obliko verjetno dobila v cesarskih kuhinjah palače Topkapi v Konstantinoplu (sodobni Carigrad). Sultan je janičarjem vsak 15. dan meseca ramadana v slovesnem sprevodu, imenovanem Baklava Alayı, podaril pladnje baklave.
Trije glavni predlogi za predosmanske korenine baklave so starorimska placenta, srednjeazijska turška tradicija večplastnih sladic in lauzinaj. Nekateri baklavo pripisujejo Asircem, po katerih naj bi jo pripravljali že v 8. stoletju pred našim štetjem.
Obstajajo tudi nekatere podobnosti med baklavo in starogrškimi sladicami gastris (γάστρις), kopte sezamis (κοπτὴ σησαμίς) in kopton (starogrško κοπτόν), ki jih najdemo v XIV. knjigi Deipnosophistae. Vendar je tam naveden recept za nadev iz oreškov in medu z zgornjo in spodnjo plastjo medu in mletega sezama, podobno sodobnim pasteli ali halva in brez testa, vsekakor ne z listnatim testom.